# Cle Elum (település)
Cle Elum az Amerikai Egyesült Államok északnyugati részén, Washington állam Kittitas megyéjében elhelyezkedő város. A 2010. évi népszámlálási adatok alapján 1872 lakosa van.
A településtől másfél kilométerre keletre fekszik a Cle Elum-i városi repülőtér.

## Történet
1886 nyarán Virgil Bogue és Herbert Huson mérnökök egy lehetséges jövőbeli vasútállomás helyét keresték. A kittitas törzs Tle-el-Lum szava (melynek jelentése gyors víz) Clealumnek nevezett település neve 1908-ban Cle Elumra módosult; ezt a nevet a közeli folyó és a tó is felvette. Walter Reed és Thomas Johnson együttműködése nyomán 1886. július 26-án huszonhat hektárnyi területet jelöltek ki a leendő város számára. Thomas Johnson a Wilson-patak mentén működő fűrésztelepét Cle Elum közelébe költöztette; az üzem naponta tizenkétezer méternyi faanyagot tudott feldolgozni. Frederick Leonhard és Gerrit d’Ablaing is fűrészüzemet nyitott itt; a Stampede-alagúthoz szükséges építőanyagok többségét ők biztosították.

### Kora 20. század
Cle Elum 1902. február 12-én kapott városi rangot.
1908. július 16-án kirakodás közben két vagonnyi puskapor berobbant, melynek következtében legalább kilencen meghaltak; beszámolók szerint a robbanás ereje az egész városban érezhető volt. 1910 decemberében a Cascade Lumber Company dolgozói fizetésük csökkentése miatt sztrájkolni kezdtek.
1913 decemberében a Cascade-hegység jobb megközelíthetősége érdekében másfél millió dollárt különítettek el egy új országút megépítésére. Ugyanezen évben megnyílt a város második bankja. 1914-re a város lakossága háromezer főre nőtt.

### Az 1918-as tűz
Az 1918. július 25-i tűz félmillió dolláros kárt okozott; az esetet valószínűleg egy szeméthalomra dobott cigarettavég okozta. Harminc üzlet és 205 lakóház égett le; 1800-an váltak hajléktalanná, halálos áldozat viszont nem volt. A Vöröskereszt az otthontalanná váltak számára sátrakat vásárolt, a vállalkozások felügyeletét pedig a hadsereg látta el. A tűz miatt a belváros faházait téglaépületekkel pótolták.

## Éghajlat
A város éghajlata mediterrán (a Köppen-skála szerint Csb).
| Hónap                         | Jan.  | Feb.  | Már.  | Ápr.  | Máj. | Jún. | Júl. | Aug. | Szep. | Okt.  | Nov.  | Dec.  | Év    |
| ----------------------------- | ----- | ----- | ----- | ----- | ---- | ---- | ---- | ---- | ----- | ----- | ----- | ----- | ----- |
| Rekord max. hőmérséklet (°C)  | 18,3  | 20,6  | 35,0  | 35,6  | 37,2 | 37,8 | 40,6 | 40,6 | 36,7  | 35,6  | 22,2  | 18,9  | 40,6  |
| Átlagos max. hőmérséklet (°C) | 2,2   | 5,0   | 10,0  | 13,9  | 18,3 | 21,7 | 26,7 | 26,7 | 22,8  | 14,4  | 6,1   | 0,6   | 14,1  |
| Átlagos min. hőmérséklet (°C) | −4,4  | −4,4  | −1,1  | 1,1   | 5,0  | 8,3  | 11,7 | 11,1 | 6,1   | 1,1   | −1,7  | −5,6  | 2,3   |
| Rekord min. hőmérséklet (°C)  | −36,1 | −33,9 | −18,9 | −11,1 | −7,2 | −3,9 | −0,6 | −5,0 | −11,1 | −12,2 | −25,6 | −35,0 | −36,1 |
| Átl. csapadékmennyiség (mm)   | 76    | 68    | 50    | 27    | 29   | 23   | 15   | 13   | 21    | 49    | 109   | 89    | 569   |
| Forrás: The Weather Channel   |       |       |       |       |      |      |      |      |       |       |       |       |       |

## Népesség
A 2010-es népszámláláskor a városnak 1872 lakója, 857 háztartása és 500 családja volt. A népsűrűség 161 fő/km2. A lakóegységek száma 1105, sűrűségük 95 db/km2. A lakosok 92,1%-a fehér, 0,4%-a afroamerikai, 0,7%-a indián, 1%-a ázsiai,  0,1%-a egyéb, 1,7%-a pedig kettő vagy több etnikumú. A spanyol vagy latino származásúak aránya 4% (   )
A háztartások 27,9%-ában élt 18 évnél fiatalabb. 39,6% házas, 12,4% egyedülálló nő, 6,4% egyedülálló férfi, 41,7% pedig nem család. 34,2% egyedül élt; 13,7%-uk 65 éves vagy idősebb. Egy háztartásban átlagosan 2,18 személy élt; a családok átlagmérete 2,76 fő.
A medián életkor 41 év volt. A város lakóinak 22%-a 18 évesnél fiatalabb, 7,7% 18 és 24 év közötti, 25,3%-uk 25 és 44 év közötti, 27,6%-uk 45 és 64 év közötti, 17,4%-uk pedig 65 éves vagy idősebb. A lakosok 50,2%-a férfi, 49,8%-a pedig nő.

## Nevezetes személyek
- Allen Larsen, kerékpárversenyző[21]
- Chuck Allen, amerikaifutball-játékos[22]
- Dick Scobee, asztronauta[23]
- Douglas Albert Munro, a parti őrség egyetlen tagja, akit kitüntettek a Medal of Honorral[24]
- George Strugar, amerikaifutball-játékos[25]

## Fordítás
Ez a szócikk részben vagy egészben  a   Cle Elum, Washington című angol Wikipédia-szócikk ezen változatának fordításán alapul.  Az eredeti cikk szerkesztőit annak laptörténete sorolja fel. Ez a jelzés csupán a megfogalmazás eredetét és a szerzői jogokat jelzi, nem szolgál a cikkben szereplő információk forrásmegjelöléseként.